# Maison Royer et Granthille
La maison Royer-Granthille de Châlons-en-Champagne est un restaurant inscrit Monument Historique depuis 2007.
Située non loin de l'église Saint-Aplin, dans le vieux centre commercial, elle rappelle l'ancienne architecture châlonnaise, dont les pans de bois furent à l'honneur jusque fin XIXe. 

## Histoire
Commanditée par Louis-François Gargam, trésorier de France, qui l'occupera jusqu'en 1773, elle ne connut sa physionomie actuelle qu'après 1860. Victor Royer, nouvel acquéreur, entreprit alors de la restaurer presque entièrement. Il y consacrera dix ans. Une majeure partie du décor intérieur de l'hôtel, d'inspiration XVIIe et XVIIIe, date de cette époque. Royer y adjoint un jardin d'hiver, auquel s'additionnera un second jardin du même type, bien plus grand, lorsque la famille Ganthille s'en rendra propriétaire en 1888.
Originaire de Lorraine, les Ganthille sont à la tête d'une grande fabrique de papier peint. L'ajout de portails métalliques né de leur volonté, tandis qu'ils s'intéressent à la reconstruction de la maison de gardien et qu'ils pensent amélioration.
Les deux vérandas ont conservé leurs vitraux à décor végétal ainsi que leurs sols en mosaïque.

## Galerie

Maison Royer-Granthille
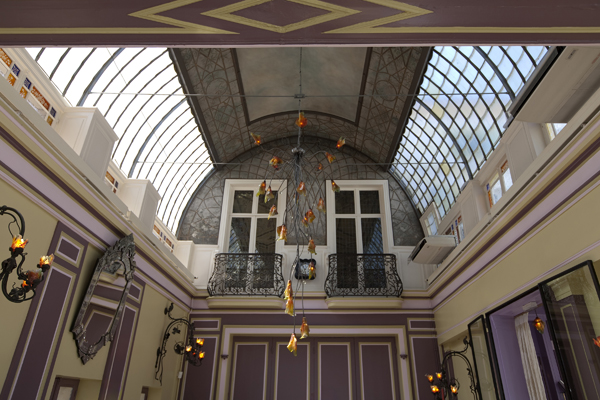
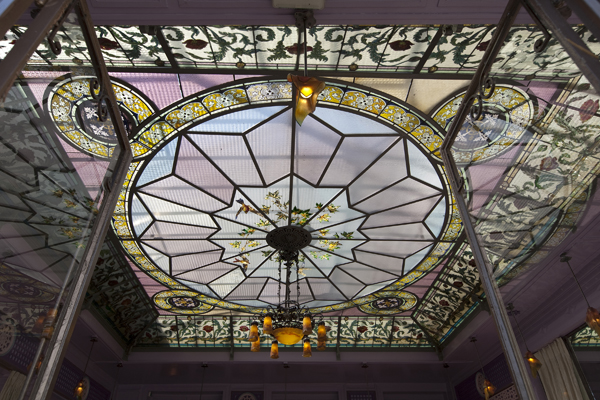

## Source